# Tanabe (Wakayama)
Pour les articles homonymes, voir Tanabe.
Tanabe (田辺市, Tanabe-shi) est une ville située dans la préfecture de Wakayama, sur l'île de Honshū, au Japon.

## Géographie

### Situation
La ville de Tanabe est située dans le sud-ouest de la péninsule de Kii, à environ 100 km au sud d'Osaka. Le centre-ville est situé au bord de l'océan Pacifique.

### Démographie
En août 2022, la ville de Tanabe avait une population de 70 074 habitants, dont 53% de femmes, répartis sur une superficie de 1 026,77 km2 (densité de population de 68 hab./km2).

### Climat
Tanabe a un climat subtropical humide caractérisé par des étés chauds et des hivers frais avec peu ou pas de chutes de neige. La température moyenne annuelle est de 16,6 °C. La pluviométrie annuelle moyenne est de 2 348 mm, septembre étant le mois le plus humide.

## Histoire
La région de Tanabe se trouvait dans l'ancienne province de Kii. Pendant l'époque d'Edo, elle faisait partie des possessions du domaine de Kishū. Le bourg de Tanabe a été créé le 1er avril 1889 avec la mise en place du système de municipalités modernes. Il a fusionné avec le bourg voisin de Haya et a obtenu le statut de ville le 20 mai 1942. Tanabe a continué à s'étendre par l'annexion des municipalités voisines : les villages d'Inari, Shimaakizu et Maro en 1950, Shinjo en 1954, Nishi-Tonda en 1955 et le bourg de Muro en 1958. 
Le 1er mai 2005, le village de Ryūjin, le bourg de Nakahechi, le village d'Ōtō et le bourg de Hongū sont intégrés à Tanabe.

## Culture locale et patrimoine
Tanabe est l'une des municipalités des chemins de pèlerinage dans les monts Kii, enregistrés au patrimoine mondial de l'UNESCO en 2004, et constitue un point de départ pour le sentier Nakahechi.

## Transports
La ville est desservie par la ligne Kinokuni de la JR West.

## Personnalités liées à la municipalité
- Morihei Ueshiba, fondateur de l'aïkido, est né à Tanabe. Sa tombe se trouve dans la même ville, dans le temple Kozan.
- Takuji Hayata (1940-), gymnaste japonais, double champion olympique.